# Карл Остін Вейс
Карл Остін Вейс (англ. Carl Austin Weiss) (*6 грудня, 1906 – †8 вересня, 1935) — молодий лікар з Батон-Руж, Луїзіана який ймовірно смертельно поранив сенатора США Х'юї Лонга 8 вересня 1935 р. Вейса відразу застрелили охоронцці Лонга. Сім'я Вейса стверджувала, що він став випадковою жертвою і не стріляв в сенатора.

## Доктор з Батон-Ружа
Вейс народився у Батон-Ружі в сім'ї д-ра Карла Адама Вейса і Віоли Мен. Він здобув освіту в місцевій школі, а потім в католицькій середній школі. У 1925 р. отримав ступінь бакалавра Університету штату Луїзіана в Батон-Руж.
Закінчив аспірантуру у Відні, стажування проходив у Відні і госпіталі Бельв'ю в Нью-Йорку.
У 1932 р. він повернувся в Батон-Руж щоб ввести приватну практику з батьком.
У 1933 р. він був обраний президентом Медичного товариства Луїзіани. Він був членом клубу «Ківаніс».
У 1933 р. Вейс одружився з Івонною Луїзою Паві, у 1934 р. у пари народився син — Карл Остін Вейс, молодший.
Івонна була дочкою судді Бенджаміна Генрі Паві (1874—1943) і Іди Везьє (Veazie) (померла у 1941). Суддя Паві тривалий час був в опозиції до сенатора Х'юї Лонга. Старший брат судіі Паві Фелікс (пом. 1962), на виборах в 1928 р. був претендентом на посаду віце-губернатора в парі з конкурентом Лонга. Він програв і тривалий час у себе на окрузі вів агітацію проти Лонга.

### Замах
Офіційно вважається, що 8 вересня 1935 р., Вейс нібито вистрілив у Х'юї Лонга в будівлі Капітолію у Батон-Руж.
Охоронці Лонга відкрили вогонь і зрешетили Вейса. Він отримав шістдесят куль. Вейс помер на місці. Дейв Хаас (Dave Haas), лідер антилонгівської групи під назвою «Хвилина чоловіків» (Minute Men), стверджував, що п'ять чоловік зустрів у готелі Де Сото в Батон-Руж тягнули соломинку, хто буде вбивати Лонг. Начебто жереб випав Вейсу.
Своячка доктора Вейса Іда-Катерина Паві Буржуа (нар. 1922) стверджувала, що тіло Вейса було відправлено в Смітсонського інституту в Вашингтон, округ Колумбія, для дослідження характеру поранень і балістичної експертизи.
Тіло доктор Вейса був поховане на кладовищі Роузлав (Roselawn) в Батон-Руж.
29 жовтня 1991 р. його тіло було вилучено для судово-медичної експертизи, п'ятдесят шість років після смерті Вейса, і не повернуто на кладовище.

### Сім'я Вейса
Івонна Вейс (нар. 1908) разом з сином Карлом переїхала в Нью-Йорк, де викладала в Колумбійському університеті.
Іда Ілліф, молодша сестра Івонни, тітка Карла Вейса, відзначала, що це було необхідно, щоб уникнути ворожого ставлення до сім'ї Вейс в Луїзіані в кінці 1930-х рр.
Згодом Івонна Вейс згодом одружилася з канадцем Генрі Самуелем Буржуа (Henri Samuel Bourgeois). Вона померла 22 грудня 1963, рівно через місяць після вбивства президента США Джона Ф. Кеннеді.
Карл Вейс-молодший протягом багатьох років намагався встановити, що відбулось насправді. Сім'я Вейса переконана, що його батько не стріляв в сенатора Лонга, а сенатора випадково застрелив хтось з охоронців. Вейс-молодший, зустрілися з сенатором США, сином Х'юї Лонга Расселом, після чого вони досягти примирення. Лонг зробив запит в Сенаті, що сім'я Вейса хоче проведення розслідування.
Слід відзначити, що в 1935 р. офіційного розслідування не проводилось..
Існує також антисемітська гіпотеза, що Карл Вейс був євреєм. Вона базується на його, начебто єврейському прізвищі. Проте Вейс не мав єврейського коріння і був католицького віросповідання.

## Культурний вплив
Вейс став прототипом Адама Стентона з роману Роберта Пенна Ворена «Все королівське військо».